# Tower City (North Dakota)
Tower City is een plaats (city) in de Amerikaanse staat North Dakota, en valt bestuurlijk gezien onder Barnes County en Cass County.

## Demografie
Bij de volkstelling in 2000 werd het aantal inwoners vastgesteld op 252.
In 2006 is het aantal inwoners door het United States Census Bureau geschat op 237, een daling van 15 (-6,0%).

## Geografie
Volgens het United States Census Bureau beslaat de plaats een oppervlakte van
5,4 km², geheel bestaande uit land. Tower City ligt op ongeveer 357 m boven zeeniveau.

## Plaatsen in de nabije omgeving
De onderstaande figuur toont nabijgelegen plaatsen in een straal van 20 km rond Tower City.